# موفق نيربية
موفق نيربية (28 تشرين الثاني (نوفمبر) 1949) معارض سوري وسياسي وكاتب سياسي ومهندس ميكانيكي، اشتهر بدوره المحوري في إنشاء إعلان دمشق، غادر سوريا في أوائل عام 2013، حيث كان عضوًا نشطًا في الائتلاف الوطني لقوى الثورة والمعارضة السورية، وعضوًا في مجلسه التنفيذي، وممثلاً للتيار السياسي العلماني "المواطنة"، وعمل النيربية على تأسيس كتلة ديمقراطية داخل الائتلاف السوري وانضم إلى المحاولات المماثلة التي قادها الكاتب والسياسي ميشيل كيلو.
في يونيو 2014، صوتت الكتلة الديمقراطية، التي أصبحت قوة رئيسية داخل الائتلاف، على مرشحها لرئاسة الائتلاف، بعد أحمد الجربا، وهو عضو في الكتلة نفسها، وفي مارس 2016، انتخب نيربية نائباً أول لرئيس الائتلاف.

## سيرة شخصية
ولد موفق نيربية في 28 تشرين الثاني (نوفمبر) 1949 في مدينة حماة. وانتقل من حمص عندما كان يدرس في الثانوية إلى دمشق عام 1969 لدراسة الهندسة الميكانيكية في جامعة دمشق، وتخرج كمهندس ميكانيكي عام 1974، كتب عن التجربة الثقافية لتلك السنوات بعد حرب عام 1967،
تزوج من أمل محمد، مهندسة مدنية وناشطة يسارية، من اللاذقية، في دمشق عام 1976، وأنجبا طفلهما الأول عروة نيربية عام 1977.
اعتقل في أيلول 1980 من قبل شعبة الاستخبارات العسكرية لحكومة حافظ الأسد، وأفرج عنه في تشرين الثاني (نوفمبر) 1985 دون توجيه إي تهمه إليه، وولدت طفلته الثانية ليلى عام 1988 في حمص.
عاش مع عائلته في حمص حتى عام 2007، ولكن عندما طاردته الحكومة مرة أخرى، انتقل إلى دمشق، وبعدها غادر سوريا لأول مرة إلى ألمانيا عبر تركيا في فبراير 2013.

## الحياة السياسية
بالإضافة إلى مسيرته المهنية الناجحة كمهندس ميكانيكي كبير، حيث أدار بعض المشاريع الصناعية الكبرى في سوريا، وكان يتمتع بمهنة سياسية طويلة، بدءًا من كونه رئيس منظمة طلابية للحزب الشيوعي في سوريا، الذي كان يسمى بـ "المكتب السياسي"، بقيادة رياض الترك، إلى أحد الهيئات التأسيسية للتجمع الوطني الديمقراطي، مع كوكبة معارضة بارزة في البلاد في السبعينيات والثمانينيات، وفي أواخر السبعينيات، إلى أن أصبح رئيس الحزب عن حمص والسويداء.
بدأ الكتابة في جريدة الحياة في عام 1998، وفي الجريدة، كانت مقالاته في كليهما من بين المقالات الأكثر قراءة في البلاد، حيث قدم تحليلات وآراء حول الخريطة السياسية السورية. وكان يُعتقد أن لكتاباته سمات يسارية، ومع ذلك كان يُنظر إليها عمومًا على أنها تعزز الديمقراطية وحقوق الإنسان أكثر من أي أيديولوجية معينة. وفي الفترة المعروفة باسم ربيع دمشق، كان من المبادرين ببيان الـ 99، وهو بيان وقعه 99 عضو من كبار المثقفين وقادة الرأي السوريين في عام 2000.[بحاجة لمصدر]
في الفترة من 2002 إلى 2004، عمل على تطوير الحزب الذي كان عضوًا فيه في السبعينيات، والذي يُعرف اليوم باسم حزب الشعب الديمقراطي السوري، مما منحه نهجًا حديثًا تجاه الديمقراطية الاجتماعية والعدالة والمساواة، قبل أن يستقيل من منصبه في الحزب، ليعمل بشكل مستقل على إعلان دمشق للتغيير الوطني الديمقراطي، حيث عقد اجتماع لمجموعة واسعة من قوى المعارضة السورية، في ديسمبر / كانون الأول 2007 في منزل المعارض السوري المعروف رياض سيف في دمشق، وكان نيربية رئيس اللجنة التحضيرية للمؤتمر، ثم أصبح عضواً في اللجنة المركزية لإعلان دمشق، حتى استقال من منصبه في أوائل عام 2013 احتجاجاً على اعتراض اللجنة على تشكيل الائتلاف الوطني لقوى الثورة والمعارضة السورية، وفي شباط (فبراير) 2015، نُقِشَ بحث بجامعة برينستون بعنوان محاكاة الأزمات التفاعلية (PICSIM) وجاء ذكره فيه حيث إن "أفكاره [نيربية] يمكن اعتبارها الأساس الهيكلي للثورة، وإن موقفه هو مفتاح الحفاظ على علاقات دبلوماسية قوية مع الدول الأخرى في حالة اندلاع الأزمات".
عمل كعضو في المجلس التنفيذي للائتلاف لمدة 9 أشهر في عام 2014، وعُيّن ممثلاً (سفيرًا بالإنابة) في ألمانيا، ثم كممثل للتحالف لدى الاتحاد الأوروبي ودول البنلوكس. وفي يونيو 2014، صوتت الكتلة الديمقراطية في الائتلاف عليه كمرشحهم الرئيسي لرئاسة الائتلاف، لكنه خسر الانتخابات لصالح هادي البحرة، حيث بلغ عدد الأصوات 62 صوتًا مقابل 41.